# 天頂棋
天頂棋（Zenith），是Rebecca Bleau、Nicholas Cravott在2009年推出兩到四人的棋類。

## 棋具
- 三角形棋格棋盤，有四種可選擇：Krakatoa、Pike's Peak、Twin Peaks、Mount Fuji。
- 三角形棋子，每方二十八枚，以顏色區分敵我。

## 規則
- 每方回合，從以下兩動作棋選擇一種放一己棋：
  - 放在空白棋格上，和其他同層的棋子只能角對角相連，不能邊對邊。
  - 疊在三枚棋子的上面，其中至少一枚需為己棋。

- 無法行動時輸掉遊戲[1]。

## 外部連結
- 遊戲影片
- 遊戲介紹（页面存档备份，存于）